# 범엽
범엽(范曄, 398년 ~ 445년)은 중국 위진남북조(魏晋南北朝) 시대 남조(南朝) 송(宋)의 정치가이자 문장가, 역사가로서 《후한서(後漢書)》의 저자이다. 자(字)는 울종(蔚宗)이다.

## 약력
선조는 순양(順陽, 지금의 허난성 시촨) 출신이며, 범엽은 산음(山陰, 지금의 저장성 사오싱)에서 태어났다. 그의 집안은 전통적인 사족(士族) 집안으로 선대 범귀(范晷)가 서진(西晋)의 옹주자사(雍州刺史)를 지낸 이래, 증조할아버지 범왕(范汪)은 동진(東晋)의 안북장군(安北將軍)・서연이주자사(徐兗二州刺史)・무흥현후(武興県侯), 할아버지 범녕(范寧)은 임회(臨淮)・예장(豫章) 등지의 태수(太守)였으며, 아버지 범태(范泰)는 송의 시중(侍中)・광록대부(光禄大夫)를 지내며 사후 거기장군(車騎將軍)으로 추증된 인물이었다. 그러나 범엽 자신은 첩의 소생으로 서자(庶子)였으며 범엽의 어머니는 그를 측간에서 낳았다. 범엽이 태어날 때 그의 이마가 벽돌에 맞아 상처가 나는 바람에 벽돌을 뜻하는 「전(甎)」이 범엽의 소자(小字)가 되었다고 한다.
범엽의 증조할아버지 범왕은「사물을 두루 알고 바르게 기억하여 도리에 통달하였다」는 칭송을 받으며 《상서대사(尙書大事)》(20권)・《범동양방(範東陽方)》(105권) 등을 저술했고, 범녕도 《춘추곡량전집해(春秋穀梁傳集解)》(12권)을, 범태도 《고금선언(古今善言)》(24권)을 저술한 당대의 명사였다. 범엽 자신도 어려서부터 학문을 좋아했고 경사(經史)를 두루 통달했으며 문장뿐 아니라 음률(音律)에도 통달하였다.
420년에 유유가 동진의 선양(禪讓)을 받아 즉위하여 송(유송劉宋)을 열었을 때, 범엽은 유유의 아들인 팽성왕(彭城王) 의강(義康)의 관군참군(冠軍參軍)이 되어 상서외병랑(尙書外兵郞)・형주별가종사사(荊州別駕従事史)・비서승(秘書丞)・정남사마영신채태수(征南司馬領新蔡太守)・사도종사중랑(司徒從事中郞)・상서이부랑(尙書吏部郎) 등을 역임하게 된다. 그러나 432년에 의강의 어머니의 장례 중에 연회를 열었다는 이유로 의강의 노여움을 사서 선성태수(宣城太守, 지금의 안후이 성安徽省)로 좌천되었다. 이곳에 재임하던 시절에 현전하는 《후한서(後漢書)》를 저술하는데, 그때까지의 역사가들이 편찬해두었던 《후한서》를 기술을 범엽 자신이 몸소 정리한 것이었다. 몇 년 뒤 사면되어 장사왕(長沙王) 의흔(義欣)의 진군장사(鎭軍長史)・영삭장군(寧朔將軍), 시흥왕(始興王) 준(濬)의 후군장사(後軍長史)・남하비태수(南下邳太守)에 이어 태자첨사(太子詹事)를 역임하였다.
당시 의강은 문제(文帝)의 아우로서 재상이 되어 내외 정무를 맡아보았는데, 그 권세가 황제인 문제조차 능가하는 것이었다. 440년에 문제는 의강의 심복이던 유담(劉湛) 이하 열 명 가량을 주살하거나 유배하고 의강을 강주자사(江州刺史)로 좌천시켰는데, 445년에 산기시랑(散騎侍郎) 공희선(孔熙先)이 몰래 의강의 복권과 옹립을 꾀하였으나 11월에 단양윤(丹陽尹) 서담지(徐湛之)의 고발로 공희선의 계획이 발각되고, 범엽도 모의에 가담했다는 죄목으로 자신을 포함한 일가 전원이 처형당하고 말았다. 향년 48세였다.

## 일화
범엽 자신은 무신론자였던 것으로 알려졌다. 《후한서》에서 그는 불교를 해괴한 것으로 보았고, 특히 신(神)의 불멸성에 대한 설과 불교적 인과응보의 설법도 달가워하지 않았으며, 불교 신자였던 후한(後漢)의 환제(桓帝)를 몹시 풍자하였다. 또한 기존의 천명론(天命論)에도 반대하여 「천도(天道)의 성명(性命)은 성인(聖人)조차 말하기 어려워하신 것인데, 하물며 당장에 추측과 애매한 은유를 가지고 창광무망(猖狂無妄)의 복을 꾸며대어 종친(宗親)들의 더럽고 추악한 것들까지 모조리 공으로 덮어버리려 하는가?」라고 하는가 하면, 장형전(張衡傳)에서도 고대의 예언서를 끌어다 사실이나 논증을 폈던 장형을 반대하는 이야기를 수록하였다. 동시에 음양(陰陽)의 금기라는 것에 대해서도 틀린 설이라고 논파하였다.

## 저술
범엽의 문장은 필세가 분방하고 말씨가 아름다워 굳게 정련한 듯, 병문(駢文)의 구법(句法)이 잘 갖춰져 있어서 「두루 경사에 밝고 뛰어난 문장으로 예서(隷書)와 음률을 알았다」는 평을 받고 있다.
- 《후한서》 - 범엽이 좌천되어 있던 시기에 저술한 것으로 미완성본 1개를 제외한 당시 세상에 전해져 있던 7종의 《후한서》를 수집하고 원굉(袁宏)이 지은 《후한기(後漢紀)》를 참고한, 현전하는 《후한서》. 후세에 전사서(前四史)의 하나로 꼽히게 된다. 5세기에 처음 서술한 원본은 현존하지 않으며, 6세기 중반에 양나라에서 편찬한 후한기가 현존하고 있다.
- 《쌍학시서(雙鶴詩序)》
- 《악부응조시(樂游應詔詩)》
- 《화향방(和香方)》 - 현존하지 않는다.
- 《잡향고방(雜香膏方)》 - 현존하지 않는다.
- 《백관계차(百官階次)》 - 현존하지 않는다.